# موريس، ناخب ساكسونيا
موريس الساكسوني (21 مارس 1521 - 9 يوليو 1553)؛ كان دوق (1541-47)؛ ثم بعدها ناخب (47-1553) لـ ساكسونيا؛ يعتبر أول ناخب من آل الألبرتي من سلالة فتين.
هو الابن هاينريش الرابع دوق ساكسونيا وكاثرين من مكلنبورغ، كان والده في البداية كاثوليكياً ولكن منذ عام 1536 أصبح بروتستانتي، في حين والدته بروتستانتية المذهب منذ البداية، كان موريس يحتقر منذ البداية ابن عمه يوهان فريدرش ناخب ساكسونيا من آل الإرنستي، في حين ارتبط بعلاقة صداقة مع ابن خالته لاحقاً حماه فيليب الأول لاندغراف هسن.
قاتل موريس مع جيوش الإمبراطور ضد سليمان القانوني في 1542، وضد فيلهلم دوق يوليش-كليفز-برغ في 1543، وضد فرانسوا الأول ملك فرنسا في 1544.
على الرغم من كونه لوثري المذهب إلا أنه رفض الانضمام إلى الرابطة شمالكالدي على الرغم من أن حماه وصديقه فيليب الأول لاندغراف هسن كان زعيمها، كان سبب رفضه حمله الضغينة ضد ابن عمه يوهان فريدرش، وأيضا وعد الإمبراطور بترقيته إلى الناخب، وفي 1542 خلال الأسبوع المقدس كانت هناك مناوشات بين الأخوين بحيث كانت على حافة الحرب ولولا تدخل من فيليب الأول لاندغراف هسن ومارتن لوثر نفسه، لتجنب الحرب بينهم.
بسبب نشاط المتزايد لغريمه يوهان فريدريش في الإيمان البروتستانتي، أدى إلى فرض الإمبراطور كارل الخامس الحظر الإمبراطوري على الرابطة، خلال معركة مولبرغ في 1547 انضم موريس إلى جيش الإمبراطوري ضد الرابطة، وبالفعل تمكن الإمبراطور وشقيقه فرديناند وموريس من الهزيمة الرابطة وأيضا آسر حماه فيليب الأول وغريمه يوهان فريدرش، لتجنب يوهان فريدرش إعدامه بقطع الرأس كان عليه التنازل عن لقب «الناخب» وذلك خلال استسلام فيتنبرغ، وبذلك تم ترقيته في 4 يونيو 1547 إلى ناخب في احتفال تم بالمعسكر الميداني بحضور حماه فيليب الأول في حالة ميؤوس منها، وقد أكد موريس لحماه أنه لن يسجن إذا استسلم للإمبراطور، وبالفعل سقط على ركبته أمام الإمبراطور لطلب السماح.
بعد هذه الأحداث عاد موريس إلى أراضيه وأصبح يدعي من سكان منطقته بـ «يهودي» بسبب خيانته لإيمان البروتستانتي، تعرض موريس بخيبة أمل من إمبراطور بسبب إدخال الكاثوليكية إلى أراضي البروتستانتية وأيضا استمراره في حبس حماه فيليب الأول، اختبئ موريس مشاعره في اجتماع أوغسبورغ في 25 فبراير 1548، بحيث تم افتتاح بحفل رسمي لـ موريس كـ ناخب ساكسونيا، واعرب الإمبراطور كارل الخامس عن أمله في أن يتمكن موريس من التوقيع على إقرار أوغسبورغ المؤقت في وضع حداً للنزاع الديني الذي قسم إمبراطوريته.
ومع استيلاء موريس على مدينة ماغديبورغ المتمردة في 1550، حصل على فرصة في تحسين الجيش من خلال عقد اتفاقات ضد هابسبورغ مع الأمراء فرنسا والأمراء ألمانيا البروتستانت.
ومع معاهدة شامبيري بينه وبين الملك هنري الثاني من فرنسا الذي وعده بمده بالمال والسلاح لمساعدته في حملته ضد كارل الخامس، في حين عليه المساعدة في احتلال مدن الإمبراطورية ميتز وتول وفردان وكامبراي.
في مارس 1552 قام المتمردون بتجاوز ولايات الألمانية الجنوبية بما في ذلك أجزاء من النمسا، مما أجبر الإمبراطور على الفرار والإفراج عن فيليب الأول، بينما تقدم هنري الثاني إلى نهر الراين وتمكن من احتلال هذه المدن، تفاجئ الإمبراطور من الهجوم عند جبال الألب مما أدى فراره إلى فيلاخ في دوقية كارينثيا النمساوية، وفي ظل هذا النجاح تخلى موريس عن تحالفه مع هنري الثاني، وتفاوض مع فرديناند شقيق الإمبراطور كارل، والتي وافق عليها كارل طوعاً عندما تم التوقيع على صلح باساو في أغسطس 1552، بحيث تم ضمان موقف اللوثري مؤقتاً وأيضا الإفراج عن حماها فيليب الأول وغريمه السابق يوهان فريدرش، تم إنهاء الحرب من قبل فرديناند الأول في 1556، ومع ذلك ظلت مدن الإمبراطورية في حوزة الفرنسيين.
عندما عاد موريس إلى أراضيه بعد صلح باساو لم ينظر إليها كـ خائن، فلقى الاحترام من الكاثوليك والبروتستانت على حد سواء، وبالإضافة إلى ذلك حث الإمبراطور في المراسلات بين الطرفين على حفاظ السلام في إمبراطوريته، وبعد فترة وجيزة غزا العثمانيين المجر، وأيضا قام ألبرشت ألكيبيادس، مارغريف براندنبورغ-كولمباخ (الذي رفض صلح باساو) بغزو أسقفية فورتسبورغ وبامبرغ؛ التي كانت حتى سيطرته منذ 11 عاماً بعد تنازل مالكها السابق يوهان فريدرش له، مما أدى إلى حرب مارغريف الثانية والتي انتهت بـ صلح أوغسبورغ عام 1555.
في 1552 كان موريس مع جيش الإمبراطورية الذين ساروا إلى المجر، بعدما حاصر العثمانيين أغر، ولكن مع تفشي وباء الموت الأسود في المجر، لم يُجرى موريس على تحريك قواته.
توفي موريس في 9 يوليو 1553 في معركة سيفرشوزن بالقرب من ليرته ضد حليفه السابق ألبرشت ألكيبيادس الذين شاركا معا في حرب شارلمكالدي، ولكن موريس شكل تحالف مع الأمراء وفرديناند الأول بسبب قيامه باحتلال أراضيه، رغم انتصاره في المعركة إلا أنه أصيب بجروح خطيرة في بطنه باطلاق ناري من الخلف، وتوفي بعد بيومين من ذلك في معسكر الميداني، ودفن في كاتدرائية فربيرغ.
بحيث أنه لم يكن لديه ورثة من الذكور خلفه شقيقه الأصغر أوغسطس بحيث لقى معارضة شديدة من ابن الناخب السابق يوهان فريدرش يوهان فريدرش الثاني.

## الزواج والابناء
في 1541 في ماربورغ تزوج موريس من أغنيس ابنة صديقه وابن خالته فيليب الأول، لاندغراف هسن، رغم المعارضة من والدته وبعض النبلاء؛ وأنجبت له ابنة وابن:-
1. آنا (23 ديسمبر 1544 - 18 ديسمبر 1577)؛ تزوجت من فيلم الصامت، أمير أورانج-ناساو، طلقت منه في 1574؛ لهم ذرية.
2. ألبرشت (28 نوفمبر 1545 - 12 أبريل 1546).

زوجته بعد سنتين من وفاته وذلك في عام 1555 تزوجت ابن غريمه السابق يوهان فريدرش الثاني دوق ساكسونيا؛ إلا أنها توفيت بعد خمسة شهور من الزواج.

## روابط خارجية
- موريس، ناخب ساكسونيا على موقع الموسوعة البريطانية (الإنجليزية)
- موريس، ناخب ساكسونيا على موقع إن إن دي بي (الإنجليزية)